# Rádio Sociedade News
Rádio Sociedade News é uma emissora de rádio brasileira sediada em Feira de Santana, cidade do estado da Bahia. Opera no dial FM, na frequência 102.1 MHz. Pertence a Rede de Rádio Comunicação, empresa de comunicação controlada pela Fundação Santo Antônio dos Frades Capuchinhos, também responsável pela Radio Princesa FM  (na frequência 96.9 MHz), pela Rádio Interativa (sediada em Itabuna - BA) e pela Rádio Caraíba (com sede em Senhor do Bonfim - BA).

## História
Foi fundada em 7 de setembro de 1948 pelo comerciante Pedro Matos, como a primeira emissora de rádio de Feira de Santana e também a primeira a ser instalada no interior da Bahia, fazendo sua primeira transmissão internacional em 1981.
Em 21 de janeiro de 2018, a Rádio Sociedade estreou seu sinal em FM operando em 102.1 MHz, passando a se chamar Sociedade News.. Em 12 de março, após 69 anos operando no AM 970 KHz, sua frequência foi desativada, passando a operar exclusivamente em FM.